# Saint-Alyre-ès-Montagne
 Saint-Alyre-ès-Montagne  là một xã thuộc tỉnh Puy-de-Dôme trong vùng Auvergne-Rhône-Alpes miền trung nước Pháp. Xã này nằm ở khu vực có độ cao trung bình 1140 mét trên mực nước biển.